# Tennis Girl
Tennis Girl (en español: La Tenista) es un popular e icónico póster de la década de 1970. Muestra a una joven de espaldas, que camina hacia la red de una cancha de tenis con una raqueta en su mano derecha y levantando su corto vestido de juego con la mano izquierda, dejando ver que no lleva ropa interior.
La fotografía fue tomada por Martin Elliott en septiembre de 1976 y presenta a Fiona Butler de 18 años, su novia en aquella época. La foto fue tomada en la Universidad de Birmingham. Se vendieron 2 millones de copias del póster. En 2007 se volvió a poner a la venta una edición limitada, con un precio de 300 libras.